# Thuro Balzer

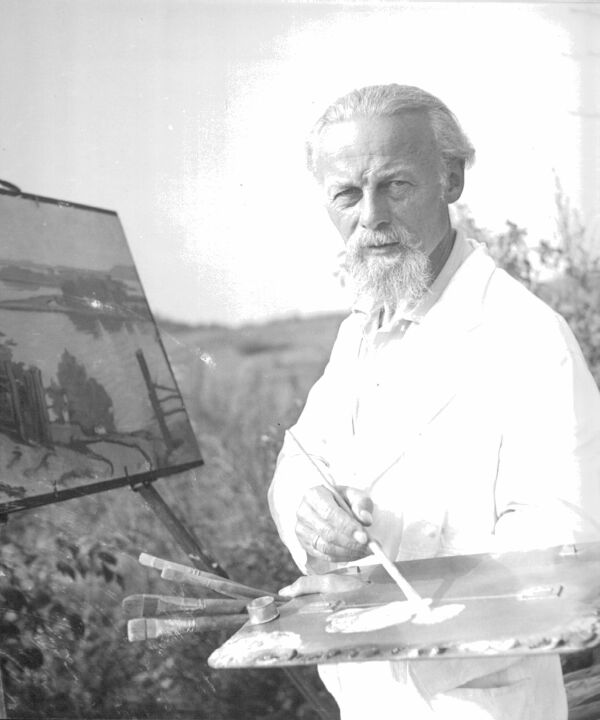
Thuro Balzer

Thuro Balzer, eigentlich Arthur Franz Balzer (* 9. Mai 1882 in Weißhof, Westpreußen; † 8. November 1967 in Hannover) war ein deutscher Maler und Grafiker. Er war vor allem als Landschaftsmaler und -Grafiker bekannt.

## Leben und Werk
Von 1900 bis 1904 absolvierte Balzer ein Studium zum Zeichenlehrer an der Königlichen Kunst- und Gewerbeschule in Breslau; zuvor erwarb er in Malerwerkstätten die handwerklichen Grundlagen. Nach kurzer Praxis als Zeichenlehrer und Turnlehrer (1905) und Ableistung des Militärdienstes war er 1907 Meisterschüler bei Eduard Kaempffer. 1908 wurde Balzer Kunsterzieher an der Großen Stadtschule in Rostock. Neben der Lehrtätigkeit entstanden viele Landschafts- und Stadtbilder. 1919 war Balzer Mitbegründer und bis 1922 Vorsitzender der Vereinigung Rostocker Künstler, die bis Mitte der 1930er Jahre bestand, und er war Mitglied der zweiten Generation der Künstlerkolonie Ahrenshoop. Im Jahr 1924 unternahm er eine Studienreise nach Italien, die seine Malweise deutlich beeinflusste.
In der Zeit des Nationalsozialismus war Balzer obligatorisches Mitglied der Reichskammer der bildenden Künste. Er erstellte im Auftrag von Behörden und Unternehmen viele Gebrauchsgrafiken. Im Jahr 1942 gingen über 80 seiner Bilder, die Grafik- und Fotosammlung, Materialien, Werkzeuge und Fotoausrüstung bei einem Bombentreffer auf sein Atelier in Rostock verloren. Er zog in ein neues Atelier in der Kröpeliner Straße, wo er auch weiterhin Laienkünstler unterrichtete.
1964 zog Balzer mit seiner Frau zu seinem Sohn nach Ahlem bei Hannover. Im Rostocker Ortsteil Brinckmansdorf wurde ihm eine Straße gewidmet.

## Ausstellungen (unvollständig)
Einzelausstellungen
- 1909: Rostock, Kunstverein zu Rostock
- 1932: Rostock, Städtisches Kunst- und Altertumsmuseum (Malerei und Grafik – zum 50. Geburtstag)
- 1952: Rostock, Museum der Stadt Rostock (Malerei und Grafik – zum 70. Geburtstag)
- 1962: Rostock, Museum der Stadt Rostock (Malerei und Grafik, mit über 100 Werken – zum 80. Geburtstag)
- 2003: Kunstkaten Ahrenshoop („Thuro Balzer, Malerei und Zeichnungen“)
- 2008: Kunstmühle Schwaan („Thuro Balzer, Ein Künstler und Lehrer aus Rostock, Gemälde“)
- 2022: Kunstverein zu Rostock und Galerie Amberg 13 („Dialogausstellung Thuro Balzer – Johannes Müller“)[6]
- 2024: Galerie Goldbergkunst, Goldberg, („Thuro Balzer – Fotografien“) Rostocker Altstadt um 1910 und Zerstörungen 1942[7]

Ausstellungsbeteiligungen
- 1938: Schwerin, Landesmuseum („Ausstellung mecklenburgischer Künstler“ – Alter Fischerhafen, Im Winterhafen, Mecklenburgischer Bauernhof, Studienkopf)
- 1939: Schwerin, Landesmuseum („Ausstellung zeitgenössischer Maler“ – Carwitzer See, Dorf Carwitz, Schweres Gewölk)
- 1944: Hamburg, Kunsthalle Hamburg („Ausstellung Danzig-westpreußischer, pommerscher und mecklenburgischer Künstler“)
- 1945: Schwerin, Landesmuseum („Jahresschau 1945 der Kunstschaffenden aus Mecklenburg-Vorpommern“)[8]